# 定方昭夫
定方 昭夫（さだかた あきお、1944年11月25日 - ）は、日本の超心理学者。専攻はユング心理学と東洋思想・東洋医学。易学、鍼灸、気功、漢方。

## 来歴
埼玉県生まれ。1968年東京都立大学 (1949-2011)心理学科卒、1976年上智大学大学院博士課程満期退学。1978年札幌学院大学助教授、1981年長岡短期大学助教授、長岡大学教授。のち退職。

## 著書
- 『「易」心理学入門 易・ユング・共時性』柏樹社 1997
- 『偶然の一致はなぜ起こるのか 驚くべき神秘現象の謎を解き証かす』河出書房新社 Kawade夢新書 1999

### 翻訳
- ジョン・ヒントン『死とのであい』秋山さと子共訳 三共出版 三共科学選書 1979
- C.G.ユング、リヒアルト・ウィルヘルム『黄金の華の秘密』湯浅泰雄共訳 人文書院 1980、新版2018
- ラドミラ・モアカニン『ユングとチベット密教 こころと魂の癒し』越智秀一共訳 ビイング・ネット・プレス 2001

### 監修
- 『湯浅泰雄全集』太田富雄,渡辺学,倉沢幸久共監修 白亜書房・ビイングネットプレス 1998-2013

## 参考
- 『現代日本人名録』2002年
- researchmap